# Ballistite

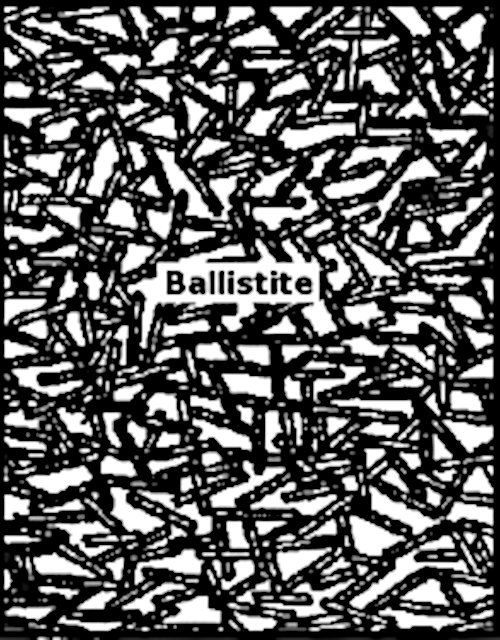
Visão esquemática de uma carga de ballistite.

Ballistite é a designação de um propelente sem fumaça feito pela combinação de dois eficientes explosivos: nitrocelulose e nitroglicerina, ou seja, um propelente de base dupla. O ballistite foi desenvolvido e patenteado por Alfred Nobel no final do século XIX.

## Histórico
Alfred Nobel patenteou a Ballistite em 1887 enquanto morava em Paris. Sua formulação era composta por 10% de cânfora e partes iguais de nitroglicerina e colódio. A cânfora reagia com quaisquer produtos ácidos da decomposição química dos dois explosivos. Isso tanto estabilizou o explosivo contra posterior decomposição quanto evitou explosões espontâneas. No entanto, a cânfora tende a evaporar com o tempo, deixando uma mistura potencialmente instável.
A patente de Nobel especificava que a nitrocelulose deveria ser "do tipo solúvel bem conhecido". Ele se ofereceu para vender os direitos do novo explosivo ao governo francês, mas eles recusaram, principalmente porque haviam acabado de adotar o "Poudre B" para uso militar. Posteriormente, ele licenciou os direitos ao governo italiano, que celebrou um contrato, em 1º de agosto de 1889, para obter 300.000 quilos de Ballistite; e Nobel abriu uma fábrica em Avigliana, Turim.
O exército italiano rapidamente substituiu seus rifles M1870 e M1870/87, que usavam cartuchos 10,35×47mm R de pólvora negra, por um novo modelo, adaptado em 1890 para o mesmo cartucho só que carregado com Ballistite.
Como a Itália era uma grande potência concorrente da França, isso não foi bem recebido pela imprensa francesa e pelo público. Os jornais acusavam Nobel de espionagem industrial, por espionagem a Paul Vieille (o inventor da "Poudre B"), e de "alta traição contra a França". Após uma investigação policial, ele teve sua permissão negada para conduzir qualquer outra pesquisa ou para fabricar explosivos na França. Por isso, mudou-se para San Remo, na Itália, em 1891, onde passou os últimos cinco anos de sua vida.
A Ballistite ainda é fabricada como um propelente de foguete de combustível sólido, embora a difenilamina menos volátil, mas quimicamente semelhante, seja usada em vez da cânfora.